# 1300 kaplara
1300 kaplara je naziv za još nedoškolovane časnike koji su poslani kao pojačanja Prvoj armiji u Kolubarskoj bitci.
Početkom Prvog svjetskog rata veliki broj mladića, kako iz Srbije tako i iz Austro-Ugarske, napustio je školovanje i stavio se na raspolaganje vrhovnom zapovjedništvu. Oni su upućeni u vojnu školu u Skoplju. Iako njihova obuka nije bila gotova razvoj događaja primorao je vrhovno zapovjedništvo da ih pošalje u borbu. Srpska vojska je bila u povlačenju, demoralizirana i s manjkom municije Zbog nedostatka snaga mladićima u Skoplju su prije vremena podijeljeni činovi kaplara (otuda i naziv) i oni su odmah narednog jutra upućeni ka Kolubari i Suvoboru. Srpska vojska je tada izvojevala pobjedu predvođena Živojinom Mišićem.
Tijekom 1916. i 1917. veća grupa od oko 500 pripadnika je provela u Jausiersu u Francuskoj na obuci odakle su se potom vratil na bojište.
Jedna od središnjih beogradskih ulica kao i u Novom Sadu nosi naziv Ulica 1300 kaplara. U dosta šumadijskih gradova postoje ulice s tim nazivom. U Banjoj Luci jedna od ulica nosi ovo ime.
Postojalo je Udruženje 1300 kaplara koje je 1980. godine spalo na 9 posljednjih preživjelih članova, pa je moralo biti ugašeno. Posljednji predsjednik je bio Tadija Pejović (1892. – 1982.)

## Vanjske poveznice
- Iz školske klupe u oganj bitke („Večernje novosti“, 18. veljače 2014.)
- Besmrtni đački bataljon (Srpski akademski krug)  Arhivirana inačica izvorne stranice od 1. svibnja 2019. (Wayback Machine)